# Chapelle Sainte-Marie de Luqa
La chapelle Sainte-Marie (Tal-Ftajjar) est une chapelle catholique située à Luqa, à Malte.

## Historique
Construite au XVe siècle, elle a été reconstruite en 1623 et aujourd'hui dédiée à l'adoration perpétuelle du Saint-Sacrement.